# Víctor Hugo Basabe
Víctor Hugo Basabe (Bobures, 17 de dezembro de 1961) é advogado e clérigo católico venezuelano. Atualmente é arcebispo da Arquidiocese de Coro, para o qual foi nomeado em 2023.

## Biografia
Antes de entrar no seminário, Víctor Hugo Basabe estudou Direito na  e trabalhou como advogado. Depois de estudar no seminário de Barquisimeto, continuou sua formação no Pontifício Ateneu Regina Apostolorum e se formou em direito canônico pela Pontifícia Universidade Lateranense. Recebeu o diaconato das mãos do arcebispo de Coro, Roberto Lückert León, na Capela do Colégio Mater Ecclesiae, em Roma, em 29 de junho de 1999. Em 19 de agosto de 2000 foi ordenado sacerdote pela Diocese de El Vigía-San Carlos del Zulia pelo bispo William Enrique Delgado Silva no Santuário de São Bento em Caja Seca, Venezuela.
Além das atividades pastorais, foi chanceler e moderador da Cúria Diocesana. Eventualmente, ele se tornou subsecretário da Conferência Episcopal da Venezuela e seu secretário-geral em 2015.
O Papa Francisco o nomeou bispo de San Felipe em 11 de março de 2016, Foi ordenado episcopado em 21 de maio do mesmo ano pelo bispo de Barinas, José Luis Azuaje Ayala. Os co-consagradores foram o bispo de San Cristóbal da Venezuela, Mario del Valle Moronta Rodríguez, e seu antecessor, Nelson Antonio Martínez Rust.
Em 5 de outubro de 2018, o Papa Francisco o nomeou administrador apostólico sede plena da Arquidiocese de Barquisimeto, pelo que a jurisdição do arcebispo Antonio José López Castillo foi suspensa com efeito imediato.
Em 31 de outubro de 2023, o Papa Francisco o nomeou Arcebispo de Coro 